# Meriç Algün
Meriç Algün, född 20 oktober 1983 i Istanbul i Turkiet, är en turkisk-svensk installationskonstnär.
Meriç Algün utbildade sig på Sabanciuniversitetet i Istanbul i Turkiet 2002-2007 och på Kungliga Konsthögskolan i Stockholm 2010-2012. Meriç Algün arbetar i olika slags medier, som tryck, fotografi, ljud och installation. I sin konst berör hon ofta teman som nationalitet, gränser, översättning och byråkrati.  
I samband med sin examensutställning gjorde hon ett projekt på Stockholms stadsbibliotek under namnet "The Library of Unborrowed Books", där hon ställde ut 600 av Stadsbibliotekets aldrig utlånade böcker. Hon hade sin första separatutställning 2012 på Witte de With i Rotterdam i Nederländerna och har sedan dess även ställt ut på Galerie Nordenhake i Stockholm och Berlin,  Contemporary Art Gallery Vancouver, ARoS Aarhus Art Museum och Moderna Museet i Stockholm. Utställningen, Att bli europé, behandlade identitet och tillhörighet och återspeglade hennes erfarenhet av rörelser över gränser, kulturer och språk. 
Hon har deltagit i grupputställningar på Sydneybiennalen, Instanbulbiennalen, Kunstverein Hannover i Tyskland, Malmö Konstmuseum, Marabouparken konsthall och Museum of Contemporary Art i Detroit i USA. År 2014 nominerades hon till Dagens Nyheters kulturpris. Hon deltog i Venedigbiennalenhuvudutställning 2015. Algün finns representerad i Moderna museets samling.